# Sauropelta
Sauropelta („ještěří štít“) byl rod nodosauridního "obrněného" dinosaura, žijícího v období rané křídy na území dnešních USA. Jeho fosilie byly objeveny například v sedimentech geologického souvrství Cloverly nebo souvrství Cedar Mountain.

## Popis
Byl to asi 6 až 7,6 metru dlouhý a zhruba 2 tuny vážící býložravý "obrněný" dinosaurus ze skupiny ankylosaurů. Žil asi před 115 až 110 miliony let v období rané křídy. Jeho fosilie byly objeveny v americké Montaně a Wyomingu.
Měl čtyři sloupovité končetiny, malou hlavu zakončenou zobákem a dlouhý ocas. Na pevné rohovinové kůži hřbetu i vrchu špičatého ocasu měl velké množství kostěných štítků. Z krku a plecí mu vyrůstali dlouhé ostny, zřejmě směřující do stran (na rozdíl od rodu Edmontonia).

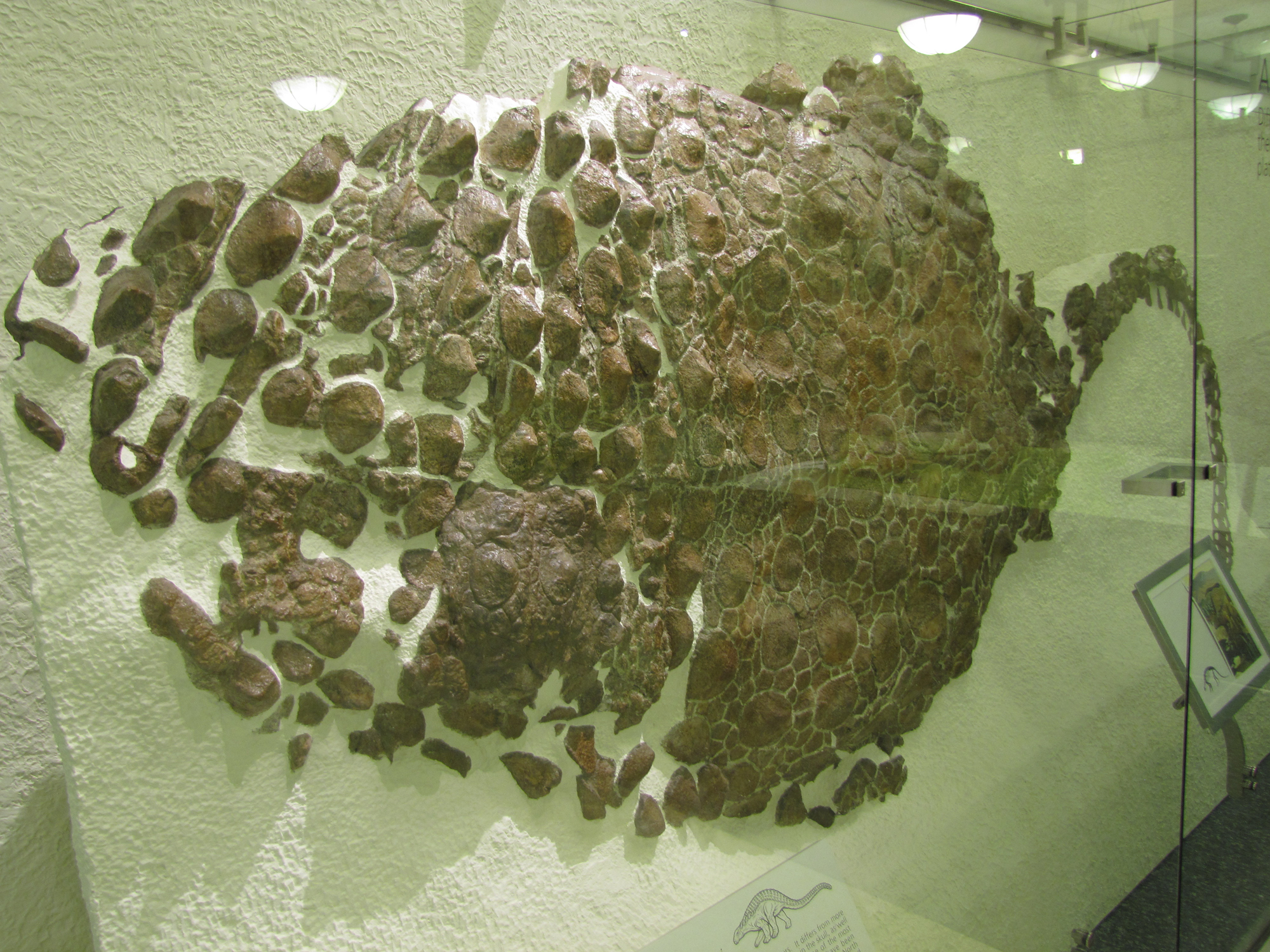
Fosilie tělního pancíře sauropelty.

## Způsob života
Pohyboval se zřejmě osamoceně nebo v malých skupinkách. Trhal rostliny svým zobákovitým zakončením čelistí a posléze je drtil drobnými zuby. Proti dravcům se nemohl bránit útěkem, protože stavba jeho těla neumožňovala ani pomalý klus, a musel se tedy spoléhat na své tělesné "pancéřování". To bylo tvořeno zkostnatělými destičkami, zvanými osteodermy.
V ekosystémech stejného souvrství se vyskytoval ještě jeden nodosaurid, druh Tatankacephalus cooneyorum.

## Indiánské objevy
Archeologické výzkumy sídlišť některých indiánských kmenů prokázaly, že části pancířů těchto dinosaurů byly využívány již před staletími jako pražící ploténky, na kterých indiáni tepelně upravovali (pražili) šišky a další jedlé přírodniny. Podobné objevy interakcí mezi původními obyvateli a dinosauřími fosiliemi byly zjištěny také v případě mnoha jiných exemplářů na území západu Severní Ameriky.